# Montafoner Resonanzen
Il Montafoner Resonanzen, precedentemente Montafoner Sommer, è un festival musicale che si tiene annualmente nel Vorarlberg (Austria) con concerti di vari generi musicali. La particolarità di questo festival sono i luoghi insoliti in cui si svolgono le esibizioni. I concerti jazz, ad esempio, si svolgono spesso sulle montagne di Montafon, presso rifugi e baite. La serie di concerti si svolge in agosto e settembre.